# 内藤香菜子
内藤 香菜子（ないとう かなこ、1980年11月4日 - 2019年10月13日）は、日本の元女子バレーボール選手、バレーボール解説者。プレミアリーグ・NECレッドロケッツに所属していた。

## 来歴
山梨県甲府市出身。父親がスポーツ少年団の監督をしていた影響で、小学校1年生からバレーボールを始める。中学3年時に出場したさわやか杯ではJOC杯・オリンピック有望選手を受賞した。甲府商業高校では1997年、1998年春高バレーに出場し、1997年世界ユース選手権、アジアユース選手権（優勝）、1998年アジアジュニア選手権（3位）を経験した。
1999年、イトーヨーカドーに入社。2001年イトーヨーカドー廃部に伴い、武富士バンブーへ全体移籍。同年、全日本代表に初選出。同年のグラチャンで代表デビューを飾り、銅メダルを獲得した。2002年世界選手権に出場した。2006年度より武富士バンブー主将を務めた。第12回大会で3位、2006-07シーズンで4位となった。
2009年5月武富士バンブー廃部に伴い、同年7月NECレッドロケッツに移籍。
2010年7月よりレッドロケッツの主将に就任。翌年3月、2010-11プレミアリーグのブロック賞を獲得した。第60回黒鷲旗大会でチームを準優勝へ導き、自身も敢闘賞とベスト6賞を受賞した。
2012年6月、レッドロケッツを勇退。
2013年から株式会社エールに所属。バレーボール解説者、バレーボール教室の講師として活動していた。
2019年10月13日、病気療養の末、死去。

## 球歴
- 全日本代表 - 2001-2002年、2009年
- 全日本代表としての主な国際大会出場歴
  - 世界選手権 - 2002年

## 受賞歴
- 2011年 - 2010/11Vプレミアリーグ ブロック賞
- 2011年 - 第60回黒鷲旗全日本バレーボール選手権大会 敢闘賞 ベスト6

## 所属チーム
- 玉諸小
- 甲府南中
- 甲府商業高等学校
- イトーヨーカドープリオール（1999-2001年）
- 武富士バンブー（2001-2009年）
- NECレッドロケッツ（2009-2012年）